# Benito Ramón Hermida Maldonado
Pour les articles homonymes, voir Hermida.
Benito Ramón Hermida Maldonado, né le 1er octobre 1736 à Saint-Jacques-de-Compostelle et mort le 1er février 1814 à Madrid, est un jurisconsulte espagnol.
Ministre de la Paix et de la Justice de 1808 à 1810, il est le président provisoire des Cortes de Cadix lors de leur session constitutive du 24 septembre 1810.

## Biographie
Il exerce comme juge criminel de la chancellerie de Grenade en 1768 et devient en 1786 le Président de l'audience de Séville. Conseiller de Castille et conseiller à la chambre du roi (1799), il participe à la défense de Saragosse contre les Français, par ses conseils et parvient à faire repousser la domination de Joseph Bonaparte.
Il est aussi connu pour l'invention d'une batterie flottante utile pour le transport et la manœuvre à laquelle deux hommes sont suffisants.

## Publications
- Pensamiento militares de un paesano, Séville, 1809
- Exposé des Cortès, gouvernement et constitution du royaume de Navarre, Cadix, 1811
- Traduction du Paradis perdu de John Milton, Madrid, 2 vol, 1814